# Boeing AH-6
El Boeing AH-6 «Little Bird» es un helicóptero artillado ligero desarrollado a partir del helicóptero MH-6 Little Bird y el MD 500. Fue desarrollado por la división Boeing Rotorcraft Systems de la empresa estadounidense Boeing. El helicóptero posee varias variantes y Arabia Saudí fue el primer país en mostrar interés en adquirir varias unidades.

## Diseño y desarrollo
El Little Bird deriva del helicóptero de uso civil MD 530F. El primer vuelo de un prototipo no tripulado del Little Bird se produjo el 8 de septiembre de 2004; su primer vuelo tripulado tendría lugar el 16 de octubre de 2004.
En abril de 2006, Boeing utilizó un ULB (Underwater locator beacon)  para demostrar la capacidad de un AH-64 Apache de controlar a distancia su armamento, como parte del programa Boeing's Airborne Manned/Unmanned System Technology Demonstration (AMUST-D). En la prueba inicial con el sistema ULB, el AH-64 consiguió lanzar sus misiles Hellfire mientras estaba en pleno vuelo y estos sistemas eran controlados por un probador sentado en el asiento del copiloto. Ambos aparatos están equipados con un sistema de telecomunicaciones L-3 Communications.
Con los éxitos de la ULB, Boeing incorporó sus tecnologías a su modelo A/MH-6, cuya variante se denominó A/MH-6X. El 20 de septiembre de 2006, el primer A/MH-6X despegó en su vuelo inaugural de las instalaciones de Boeing Rotorcraft Systems en Mesa, Arizona, con un piloto a bordo. La versión mejorada A/MH-6M del Little Bird es utilizada por el Comando de Operaciones Especiales del Ejército de Estados Unidos. Boeing también ha financiado sus propios programas de desarrollo de pequeños helicópteros no tripulados, tanto para uso comercial como militar. Boeing ha desarrollado otros sistemas diseñados para ser instalados en otros helicópteros como el Apache. Un Little Bird no tripulado consiguió realizar un vuelo de manera totalmente autónoma en junio de 2010, incluso logró completar un circuito LIDAR.
En el verano de 2011, un H-6U realizó varios aterrizajes de manera autónoma. En octubre de 2012, el AH-6i completó una demostración de vuelo del Ejército de Estados Unidos, como parte del programa Armed Aerial Scout (ASS). La versión AH-6i está dirigida a clientes internacionales. El ejército puso fin al programa ASS a finales de 2013.
En diciembre de 2012, Boeing hizo una demostración del Little Bird para el Ejército de Corea del Sur. El aparato voló de forma autónoma durante 25 minutos, demostrando las capacidades de sus sistemas no tripulados.
Las evaluaciones del Cuerpo de Marines de Estados Unidos del AH-6 comenzaron en febrero de 2014 en la Base de Infantería de Marina de Quantico.

## Variantes
- AH-6i, versión escogida para la exportación fuera de Estados Unidos.
- Unmanned Little Bird (ULB), la versión de demostración.
- A/MH-6X Mission Enhanced Little Bird (MELB).
- AH-6S Phoenix, versión propuesta para el programa del ejército de Estados Unidos Armed Aerial Scout.[15]

## Operadores
- El ejército de Arabia Saudí tiene encargados 36 Boeing AH-6.[2]
- Jordania ha encargado 18 AH-6 a través de la Real Fuerza Aérea Jordana.[16]

## Especificaciones
Referencia datos: The International Directory of Civil Aircraft. Datos de MD 530F.

### Características generales
- Tripulación: 1-2 personas
- Capacidad: 5 en total
- Carga: 1610 kg (peso máximo al despegue)
- Longitud: 9,94 m
- Altura: 2,48 m
- Peso vacío: 722 kg
- Peso máximo al despegue: 1610 kg
- Planta motriz: 1× Rolls-Royce M250-C30, turboeje.
  - Potencia: con una potencia de despegue de 425 cv (317 kW) (información desclasificada)

### Rendimiento
- Velocidad nunca excedida (Vne): 282 km/h
- Velocidad crucero (Vc): 250 km/h
- Alcance: 430 km (a velocidad de crucero)
- Techo de vuelo: 5700 m
- Régimen de ascenso: 10,5 m/s

### Armamento
- Ametralladoras:  2 × GAU-19 de 12,7 mm
2 × Minigun M134 de 7,62 mm

- Cañones: 1× Hughes M230 de 30 mm
- Cohetes: 2× lanzacohetes LAU-68D/A, equipados con cohetes sin guiado Hydra 70 de 70 mm
- Misiles: 2× misiles guiados antitanque AGM-114 Hellfire 
 2× misiles aire-aire para autodefensa FIM-92 Stinger

### Desarrollos relacionados
- Hughes OH-6 Cayuse
- MD Helicopters MD 500
- MD 500 Defender
- MD Helicopters MH-6 Little Bird

### Aeronaves similares
- Bell OH-58 Kiowa
- Bell ARH-70 Arapaho
- Northrop Grumman MQ-8 Fire Scout
- Boeing A160 Hummingbird

### Secuencias de designación
- Secuencia H-_ (Helicópteros estadounidenses, redesignación de 1962 usando números antiguos): ← H-3 (SH-3, CH-3/HH-3) - H-4 - H-5 - H-6 (OH-6, AH-6, MH-6)

### Listas relacionadas
- Anexo:Aeronaves de la Fuerza Aérea de los Estados Unidos (históricas y actuales)